# Daniel Goodfellow
Daniel Goodfellow (* 19. Oktober 1996 in Cambridge) ist ein britischer Wasserspringer.

## Erfolge
Sein bisher größter Erfolg ist der Gewinn der Bronzemedaille im 10-Meter-Synchronspringen mit seinem Partner Tom Daley bei den Olympischen Sommerspielen 2016 in Rio de Janeiro. Er startet für den Verein Plymouth Diving Club im Kunst-, Turm- und im 10-m-Synchronspringen.